# Half the Perfect World
Half the Perfect World är ett musikalbum från 2006 av den amerikanska jazzsångerskan Madeleine Peyroux.

## Låtlista
1. I'm All Right (Walter Becker/Larry Klein/Madeleine Peyroux) – 3'28
2. The Summer Wind (Heinz Meier/Hans Bradtke/Johnny Mercer) – 3'55
3. Blue Alert (Anjani Thomas/Leonard Cohen) – 4'11
4. Everybody's Talkin'  (Fred Neil) – 5'11
5. River (Joni Mitchell) – 5'20
6. A Little Bit (Madeleine Peyroux/Larry Klein/Jesse Harris) – 4'03
7. Once in a While (Larry Klein/Jesse Harris/Madeleine Peyroux) – 4'01
8. The Heart of Saturday Night (Tom Waits) – 3'27
9. Half the Perfect World (Anjani Thomas/Leonard Cohen) – 4'22
10. La Javanaise (Serge Gainsbourg) – 4'11
11. California Rain (Jesse Harris/Madeleine Peyroux/Larry Klein) – 2'58
12. Smile (Geoffrey Parsons/Josh Turner/Charlie Chaplin) – 3'58

## Medverkande
- Madeleine Peyroux – sång, gitarr
- Dean Parks – gitarrer
- David Piltch – bas
- Jay Bellerose – trummor, slagverk
- Scott Amendola – trummor
- Sam Yahel – keyboards
- Gary Foster – saxofon
- Greg Leisz – Pedal steel guitar
- Till Bronner – trumpet
- Larry Goldings – celesta